# Pomnik Załogi Podwodnego Krążownika Atomowego „Kursk”
Pomnik Załogi Podwodnego Krążownika Atomowego Kursk – pomnik poświęcony 118 marynarzom poległym na Morzu Barentsa podczas katastrofy rosyjskiego okrętu podwodnego „Kursk” 12 sierpnia 2000 roku. Pomnik odsłonięto w Moskwie, 12 sierpnia 2002 roku, w dzień drugiej rocznicy katastrofy, obok budynku Centralnego Muzeum Sił Zbrojnych. 

## Historia powstania
Pomnik powstał na podstawie ukazu nr 1577 z 26 sierpnia 2000 roku „O uwiecznieniu pamięci załogi atomowego podwodnego krążownika «Kursk»”, wydanego przez prezydenta Rosji Władimira Putina. Jego autorami są Lew Kerbel i Igor Woskriesenski. Projekt gotowy był w 2001 roku, jednak pojawiły się trudności z pozyskaniem środków (50 tys. dolarów) na jego budowę. Trudności te zniknęły po publikacjach prasowych na ten temat.

## Opis
Pomnik wykonany jest z brązu (monument) i granitu (postument), liczy 4,5 m. wysokości. Przedstawia postać marynarza floty podwodnej z czapką w lewej ręce, patrzącego z półobrotu w prawo, na znajdujący się za nim okręt podwodny pogrążający się dziobem w dnie. Całość inscenizacji usytuowana jest na granitowym czworobocznym postumencie stylizowanym na banderę rosyjskiej marynarki wojennej (krzyż św. Andrzeja). 
Na postumencie pomnika widniej napis:
w języku rosyjskim
Памяти экипажа атомного подводного

крейсера «Курск», погибшего при

выполнении учебно-боевого задания
transkrypcja polska
Pamiati ekipaża atomnogo podwodnogo

kriejsiera «Kursk», pogibszego pri

wypołnienii uczebno-bojewogo zadanija
tłumaczenie
Pamięci załogi atomowego podwodnego

krążownika „Kursk”, poległej podczas

wykonywania zadania ćwiczebno-bojowego